# Klasično uvjetovanje
Klasično uvjetovanje (Pavlovljevo uvjetovanje) je učenje u kojem neutralni podražaj postaje ekscitatorni ili inhibitorni. Reakcije koje izazivaju bezuvjetni podražaji uvijek su iste, a hrana kao bezuvjetni podražaj izaziva bezuvjetni refleks.

## Povijest
Klasično uvjetovanje opisuje nam neke od načina na koje učimo povezivati događaje i potrebe. Prema nekim stavovima instinktivno težimo makar se nismo s njima rodili nego smo ih jednostavno naučili, npr. crveno svjetlo predstavlja nam zabranu prolaska, itd. Mi smo naučili značenje tih simbola jer su oni povezani s drugim događajima. Isto tako niže životinje također uče povezivati događaje što je dokazao ruski fiziolog Ivan Pavlov u istraživanju na laboratorijskim psima. Velika otkrića na tom području nastala su posve slučajno.
Naprotiv Pavlov je htio istražiti naslijeđene reflekse koji se odnose na lučenje sline kad pas okusi hranu. To mu nije uspjelo jer pas je slinio već kad bi vidio ili čuo čovjeka koji mu je nosio jelo. U ovom slučaju podražaj iz okoline je utjecao na pseću reakciju.

### Podražaji po efektima na reakcije
Podražaje po efektima na naše reakcije dijelimo u tri kategorije:
- ekscitatorni – podražaji koji pobuđuju odgovore
- neutralni – koji nemaju utjecaja na reakciju
- inhibitorni – oni koji ih koče, koji se suprotstavljaju tendenciji odgovaranja

Proces klasičnog uvjetovanja jednostavno određujemo kao učenje u kojem neutralni podražaji postaju ekscitatorni ili inhibitorni.
Prvi put kad je laborant nahranio psa njegov lik je bio neutralni podražaj, dok je sama hrana bila ekscitatorni. Nakon nekog vremena, tj. nakon što je pas naučio na zvučnu ili slikovnu pojavu laboranta, počeo je sliniti kao da je okusio hranu. Pavlov je takvo izlučivanje sline nazvao uvjetovanom reakcijom, a podražaj uvjetovanim podražajem.

### Činitelji uvjetovanih reakcija
Na uspostavljanje uvjetovane reakcije najviše utječu ovi činitelji:
- uvjetovani podražaj mora biti jak i prepoznatljiv, svi podražaji ne utječu jednako na pojedine vrste uvjetovanih reakcija.
- uvjetovanje je najdjelotvornije kad se uvjetovani podražaji zadaju u kratkom roku (1-10 sek) prije zadavanja neuvjetovanog podražaja. Stvaranje uvjetovane reakcije jest reakcija prilagođavanja jer taj uvjetovani podražaj daje organizmu vremena da se pripremi za određene događaje, npr. kada uđemo u autobus uhvatimo se za držač prije nego što autobus krene jer smo naučeni na trzaj pri polasku. To je tipični prikaz uvjetovane reakcije.
- što je veći broj uparenih neuvjetovanih i uvjetovanih podražaja veća je vjerojatnost uspostavljanja uvjetovane reakcije
- ako u postavljenoj situaciji neuvjetovani i uvjetovani podražaj se zadaju zajedno, vrlo brzo se postiže uvjetovana reakcija, međutim nakon takvog uparivanja javlja se brže i gašenje uvjetovane reakcije. Brzina gašenja koristi se kao mjera jačine, stoje gašenje sporije uvjetovanje je bilo jače. Ako se u toku uvjetovanja povremeno ne zada neuvjetovani podražaj sporije se uspostavlja uvjetovana reakcija, ali je i znatno sporije gašenje.

### Generalizacija i diskriminacija podražaja

#### Generalizacija podražaja
Generalizacija je pojava da podražaji slični uvjetovanim na koji je uspostavljena uvjetovana reakcija izazivaju uvjetovane reakcije sličnog intenziteta. Što je podražaj sličniji uvjetovanom podražaju jača je i reakcija. 
U povijesti filozofije poznat je primjer malog Alberta na kome je Watson pokazao načela uvjetovanja. U dobi od 9 mjeseci Albert je pokušavao dotaknuti sve životinje koje su ga okruživale. No, kad bi ugledao štakora, Watson je uparivao jak zvuk. U kratkom vremenu dijete se počelo plašiti štakora. Još k tome Albert je generalizirao taj strah te je stvorio fobiju i od krznenih kaputa i s tim slično. Ako bi generaliziranje podražaja bilo preširoko, učenje uvjetovanjem ne bi bio djelotvoran način prilagodbe na okolinu i njene zahtjeve.

#### Diskriminacija podražaja
Diskriminacija podražaja je pojava koja omogućuje učenje razlike između sličnih podražaja. Ova metoda se koristi u istraživanju perceptivne sposobnosti kod različitih organizama ali i kod male djece. Uz pojavu diskriminacije javlja se pojam eksperimentalne neuroze.
Pavlov je dao psu da nauči razliku između elipse i kruga. Uz pojavu kruga dobivao bi hranu, a uz pojavu elipse ne. Iz dana u dan smanjivala se razlika između ta dva lika što je dovelo do neuroze kod psa jer nije raspoznavao razliku te je prekinuo jesti, počeo lajati i neprestano urinirati. Takva je situacija i kod djece kada ih npr. jedan roditelj za nešto kazni, a drugi roditelj hvali.
Ljudi i životinje često stvaraju nove reakcije na starim te se one tada nazivaju reakcije višeg reda. Ako uparujemo zvuk zvona kao neuvjetovani podražaj sa svjetlom žarulje kao novim uvjetovanim podražajem uskoro će pas izlučivati slinu već na samu pojavu svjetla premda nije dobio hranu. Tako uspostavljena reakcija zove se uvjetovana reakcija drugog reda. 
Pavlov je smatrao da postoje drugi načini za povezivanje više uvjetovanih podražaja. Tu spada senzorno preduvjetovanje. Tu se uparuje „podražaj 2“ s „podražajem l“, a zatim slijedi klasično uvjetovanje.
Uvjetovanje višega reda:
Ljudi i životinje često osnivaju nove uvjetovane reakcije na starijim uvjetovanim reakcijama. Takvo se učenje zove uvjetovanje višega reda. Temelji se na oblikovanju novoga uvjetovanog odgovora, ali na bazi već prethodno stečena uvjetovanog refleksa. Kako su ispitivanja pokazala, kad je pas jednom naučio reagirati salivacijom na zvučni podražaj moguće gaje naučiti da lučenjem sline reagira i na svjetlosni podražaj. Raniji zvučni podražaj imat će sada ulogu bezuvjetna podražaja ili pojačanja, što odgovara uvjetovanom refleksu drugoga reda. Teoretski, a i praktično, postaju moguća uvjetovanja trećega, četvrtoga i tako dalje do n-toga reda.
U klasičnom uvjetovanju bitnim čimbenikom javlja se vremenski odnos između bezuvjetovanog i uvjetovanog podražaja. Tu postoje uglavnom četiri bitna vremenska odnosa koji se redovito koriste u oblikovanju uvjetovane reakcije, a to su: simultano uvjetovanje, odgođeno uvjetovanje, uvjetovani refleks traga i uvjetovanje unazad.
Kod simultanog uvjetovanja uvjetovani podražaj javlja se prije bezuvjetnog, i to u vremenskom intervalu od jedne od pet sekundi, i traje zajedno s bezuvjetnim podražajem sve dok se reakcija ne obavi.
Kod odgođena uvjetovanja uvjetovani podražaj prethodi bezuvjetnom u trajanju od pet sekundi do nekoliko minuta, a zatim neko vrijeme nastavlja trajanje zajedno s bezuvjetnim podražajem. Reakcija se naknadno javlja.
Pri oblikovanju uvjetovanog refleksa traga nalazi se da uvjetovani podražaj kratko vrijeme traje i ukloni se prije nego što se zada bezuvjetni podražaj. Reakcija se tek nakon duže stanke jedva zamjećuje.
Postoje četiri faktora koji utječu na uvjetovanje:
- vremenska povezanost uvjetovanog i neuvjetovanog podražaja
- rasporedi uparivanja podražaja – uvjetovani i neuvjetovani
- sličnost podražaja
- intenzitet podražaja

Zadnja dva ne predstavljaju znanstveni izazov jer se uvjetovanje brže ostvaruje uz srednje jake intenzitete podražaja nego uz slabe. Rasporedi zadavanja najčešće na simetričan način određuju brzinu uspostavljanja i gašenja reakcije – što se brže uspostavi brže će se i ugasiti.
Pavlov je otkrio još jedan način uvjetovanja povezan s faktorom vremena. Ako se uvjetuje u pravilnim vremenskim razmacima onda i bez drugih podražaja dolazi do uvjetovane reakcije i to se naziva uvjetovanje vremenom. To znači da su psi nakon određenog intervala bez hrane i ostalih podražaja počinjali sliniti.
Neka istraživanja se bave pitanjem sprječavanja javljanja neugodnih uvjetovanih reakcija i taj postupak se naziva gašenje. Terapija se sastoji u tome da se klijenta dovede u situaciju implozivnom terapijom ili preplavljivanjem koja izaziva tu neugodu ali se garantira da mu se neće ništa dogoditi. Ta neugoda bi se trebala ugasiti. Problem je što osobe odbijaju ući svjesno u to stanje. Druga dva načina za odstranjivanje uvjetovane reakcije osnivaju se na uspostavi nove uvjetovane reakcije koja je suprotna od prve. Prvi načinje averzivna terapija. Cilj je uspostaviti neugodne umjesto ugodnih reakcija. Npr. alkohol (ugoda), uparuje se s tetidisom koji stvara mučninu i na taj način dolazi do reakcije mučnine na alkohol. Drugi način je sistematska desenzitizacija, suprotna od prve terapije. Oba ova načina se zajednički zovu protuuvjetovanje.
Javlja se još jedna metoda sprječavanja javljanja uvjetovane reakcije koja se naziva zasjenjenje – slabiji podražaj ne iskazuje dovoljan intenzitet za ostvarivanje uvjetovanja, tj. jači podražaj zasjeni slabiji podražaj.

## Uvjetovani podražaj u heroinskih ovisnika
Pavlov je pretpostavio da kod predoziranja heroinom može doći kada učinak droge postaje povezan s uvjetovanim podražajem, odnosno da na ovisnike o heroinu utječu okolinski znakovi koji im daju do znanja da će droga uskoro početi djelovati. Kada nema tih okolinskih znakova (kada uzimaju drogu u svojoj netipičnoj okolini), nestaje i uvjetovana reakcija, a ovisnik uzima veću dozu droge dovodeći se do predoziranja. Istraživanja na štakorima podržava ovaj model, jer je vjerojatnost za ugibanje štakora bila značajno veća kod štakora u različitoj okolini.

## Uvjetovane reakcije na hranu
Određena se hrana kroz različite kulture različito doživljava i ono što je u nekoj kulturi poslastica u drugima izaziva osjećaj gađenja i odbojnosti.
Spoznaja da je u čaši nekog napitka bila uginula muha stvarat će odbojnost prema tom napitku čak i ako se spomene da je muha bila sterilizirana, a moguće da će se uvjetovana reakcija prenijeti i na drugu čašu istog napitka, jer se odvratnost generalizira na sam napitak.

## Poveznice
- Operantno uvjetovanje
- Biheviorizam